# 알와슬 FC
알와슬 FC(نادي الوصل لكرة القدم)는 아랍에미리트의 두바이를 연고지로 하는 프로 축구 클럽으로 1960년에 창단되었다. 종합 스포츠 클럽인 알와슬 스포츠 클럽의 일부이며, 현재 UAE 1부 리그에 참가하고 있다.

## 역대 우승 기록
- 20세기 아랍에미리트 클럽: IFFHS는 알와슬을 20세기 아랍에미리트 클럽으로 선정하였다.[1]

- UAE 1부 리그: 8

1981–82, 1982–83, 1984–85, 1987–88, 1991–92, 1996–97, 2006–07, 2023-24
- UAE 프레지던트컵: 2

1986-87, 2006-07
- UAE 페더레이션컵: 1

1992-93
- 걸프 클럽 챔피언스컵: 1

2009-10

## AFC 대회 성적
- AFC 챔피언스리그: 1회 출전

2008: 조별 리그
- 아시안 클럽 챔피언십: 3회 출전

1986-87: 1라운드
1989-90: 예선 라운드
1992-93: 3위
1994-95: 조별 리그

## 선수 명단

### 현역
참고: FIFA 자격 규정에 따라 소속된 국가대표팀 국기를 표시합니다. 선수는 복수의 FIFA 비회원국 국적을 가지고 있을 수 있습니다.
| 번호 | 포지션 | 국적         | 이름                |
| ---- | ------ | ------------ | ------------------- |
| 4    | DF     | 모로코       | 수피아나 보우프티니 |
| 6    | MF     | 말리         | 시아카 시디베       |
| 7    | FW     | 아랍에미리트 | 알리 살레           |
| 9    | FW     | 코트디부아르 | 아다마 디알로       |
| 10   | MF     | 아랍에미리트 | 파비우 리마         |
| 14   | DF     |              | 로드리고 올리베이라 |
| 18   | MF     | 시리아       | 말렉 자니어         |
| 20   | MF     |              | 헤르니모 포블레테   |
| 25   | DF     | 콜롬비아     | 알렉시스 페레스     |

| 번호 | 포지션 | 국적 | 이름                   |
| ---- | ------ | ---- | ---------------------- |
| 76   | GK     | 이란 | 소루쉬 나스롤라히 파리 |

## 역대 감독
| 감독                  | 임기      |
| --------------------- | --------- |
| 토미슬라브 이비치     | 1996      |
| 아르투르 베르나르지스 | 1996~1998 |
| 요제프 히커스베르거   | 2000~2001 |
| 마르틴 라사르테       | 2002      |
| 아르투르 베르나르지스 | 2003~2004 |
| 이반 하셰크           | 2005~2006 |
| 알레샨드리 기마랑이스 | 2009~2010 |
| 브뤼노 메취           | 2012~2013 |
| 조르지뉴              | 2014      |
| 밀로스 밀로셰비치     | 2023 ~    |